# Marianópolis do Tocantins
Marianópolis do Tocantins es un municipio brasileño del estado del Tocantins. Se localiza a una latitud 09º47'45" sur y a una longitud 49º39'15" oeste, estando a una altitud de 146 metros. Su población estimada en 2004 era de 3 776 habitantes.
Posee un área de 2100865 km².